# ヨハン・ベルンハルト・バッハ
ヨハン・ベルンハルト・バッハ（Johann Bernhard Bach, 1676年5月23日 - 1749年6月11日）はドイツの作曲家であり、J・S・バッハの再従兄。

## 生涯
J・B・バッハはエアフルトに生まれ、幼少期に父ヨハン・エギディウス・バッハから音楽の教授を受ける。1695年にエアフルトでオルガニストの職に就き、さらにはマクデブルクでも似たような地位を得た。1703年にはヨハン・クリストフ・バッハに代わってアイゼナハのオルガニスト、および宮廷楽団のチェンバロ奏者となり、1749年にこの地で逝去した。
彼の音楽作品の大部分は失われているが、現存する作品の中には4つの管弦楽組曲が存在する。彼のオーケストラ作品の公演時に、J・S・バッハ専用のパートが用意されたことが知られている。彼の音楽性は、テレマンと似たものであるといわれている。

## 現存する作品

### 管弦楽組曲（序曲）
- 組曲第1番ト短調
- 組曲第2番ト長調
- 組曲第3番ホ短調
- 組曲第4番ニ長調

これらは1730年以前に執筆されたと考えられている。

### 鍵盤楽器用音楽
いくつかのオルガン・コラールと2つのシャコンヌのほか、J・B・バッハ作曲のフーガも2曲現存する。